# Cocoto Kart Racer
Cocoto Kart Racer est un jeu vidéo de course sorti  en 2005 sur ,PlayStation 2, GameCube, Nintendo DS, en 2006 Game Boy Advance, en 2007 sur Windows, en 2008 sur Wii et en 2009 sur  Windows Mobile. Le jeu a été développé par Neko Entertainment et édité par Bigben Interactive.